# Ruisseau du Bartassec
Le ruisseau du Bartassec est un ruisseau du département du Lot, en France et un affluent du ruisseau de Lacoste.
Ce petit ruisseau est connu pour ses crues catastrophiques et ses contrastes très marqués par son débit d'eau : comme son nom le laisse penser, il est le plus souvent à sec, mais ses eaux peuvent très vite monter et inonder toute la vallée jusqu’à son arrivée dans le ruisseau de Lacoste.

## Géographie
De 7,6 km de longueur, le ruisseau du Bartassec prend sa source dans la commune de Labastide-Marnhac et coule dans le département du Lot jusqu'à son arrivée dans le ruisseau de Lacoste, à Labastide-Marnhac.

## Département et communes traversées
- Lot : Labastide-Marnhac

## Hydrologie
Ce ruisseau apparemment inoffensif peut s'avérer destructeur lors de crues désastreuses, notamment en 1996 et plus récemment lors d'une succession d'orages en juin 2010.